# 18 км (зупинний пункт, Південна залізниця)
18 кіломе́тр — пасажирський залізничний зупинний пункт Полтавської дирекції Південної залізниці на електрифікованій лінії Полтава-Південна — Берестин між станціями Полтава-Південна (19 км) та Селещина (3 км). Розташований поблизу села Бузова Пасківка Полтавського району Полтавської області.

## Пасажирське сполучення
На платформі 18 км зупиняються приміські електропоїзди сполученням Полтава — Лозова.